# Cory Burns
Pour les articles homonymes, voir Burns.
Cory Wade Burns (né le 9 octobre 1987 à Phoenix, Arizona, États-Unis) est un lanceur de relève droitier des Ligues majeures de baseball qui a joué pour les Padres de San Diego et les Rangers du Texas entre 2012 et 2013.

## Carrière
Cory Burns est drafté par les Indians de Cleveland au 8e tour de sélection en 2009 alors qu'il joue pour les Wildcats de l'université de l'Arizona. Le 16 décembre 2011, alors que Burns évolue toujours en ligues mineures, les Indians l'échangent aux Padres de San Diego contre le voltigeur Aaron Cunningham.
Burns fait ses débuts dans le baseball majeur avec les Padres le 4 août 2012. Il fait 17 présences en relève, obtenant 18 retraits sur des prises en 18 manches lancées. Il subit une défaite et affiche une moyenne de points mérités de 5,50. Les Padres l'échangent aux Rangers du Texas le 28 novembre 2012.